# Lohn-Ammannsegg
Pour les articles homonymes, voir Lohn.
Lohn-Ammannsegg est une commune suisse du canton de Soleure, située dans le district de Wasseramt.

## Histoire
La commune a été créée en 1993, à la suite de la fusion de Lohn et d'Ammannsegg.